# Шлегель, Доротея
Доротея Фридерика Шлегель (нем. Dorothea Friederike Schlegel, урожд. Брендель Мендельсон; 24 октября 1764, Берлин — 3 августа 1839, Франкфурт-на-Майне) — старшая дочь Мозеса Мендельсона. Получила известность в качестве литературного критика, писательницы, спутницы жизни и супруги Фридриха Шлегеля. Одна из самых знаменитых женщин еврейского происхождения, перешедших в христианство.

## Биография
Доротея Фридерика Брендель родилась 24 октября 1764 года в городе Берлине.
В 1778 году в возрасте 14 лет Брендель обручилась с коммерсантом Симоном Фейтом, который был старше её на 10 лет, и вышла за него замуж 30 апреля 1783 года. У них родилось четверо сыновей, из которых выжило только двое: Иоганнес Фейт и Филипп Фейт, ставшие впоследствии основателями художественной группы назарейцев. В салоне своей подруги Генриетты Герц Брендель познакомилась с молодым Фридрихом Шлегелем. 11 января 1799 года Брендель развелась со своим мужем в еврейском религиозном суде, при этом взяв на себя обязательство больше не выходить замуж, не креститься и не побуждать своих детей к переходу в христианство.
Брендель и Фридрих Шлегель стали открыто жить вместе. Брендель и Фридрих вместе с его братом Августом Вильгельмом Шлегелем и женой брата Каролиной переехали в Йену, ставшую благодаря Новалису, Людвигу Тику и Фридриху Йозефу Шеллингу центром литературного романтизма, чтобы основать там жилое и творческое товарищество. Скандальный по тем временам роман Фридриха Шлегеля «Люцинда» отражает эту совместную жизнь.
В 1804 году Брендель перешла в протестантизм и обвенчалась с Фридрихом Шлегелем. В 1808 году она вновь поменяла религию, в этот раз вместе с Фридрихом Шлегелем перейдя в католицизм. Протестантская семья Шлегеля возложила всю вину за этот шаг на Доротею. Доротея покрестила по католическому обряду и двоих своих сыновей. После двадцати лет, проведённых в Вене, где Шлегель занимал должность придворного секретаря, Доротея Шлегель после смерти мужа переехала во Франкфурт к своему сыну Филиппу, директору Штеделевского художественного института.
В конце XIX — начале XX века на страницах Энциклопедического словаря Брокгауза и Ефрона дал следующую оценку Доротее Шлигель, как писательнице: «Её значение в истории немецкой литературы заключается главным образом в том влиянии, которое она имела на личность Фридриха Ш. и в распространении идей романтической школы».